# US-Cuba Democracy PAC
US-Cuba Democracy PAC es un grupo de presión activo en el Congreso de los Estados Unidos y en la Casa Blanca, y que trabaja con el objetivo declarado de «promover una transición incondicional que lleve a la nación de Cuba; la democracia, el imperio de la ley, y el libre mercado».

## Actividades y objetivos declarados
La organización US-Cuba Democracy PAC lleva a cabo tareas de lobby en el Congreso de los Estados Unidos, en varios asuntos y en diversas iniciativas legislativas, entre ellas;
- «Oponerse a cualquier proyecto de ley que financie la existencia prolongada del régimen castrista.»

- «Dar apoyo a los miembros del Congreso de los Estados Unidos, para tratar de convencer a las personas que forman parte otros parlamentos de todo el Mundo, para que apoyen las legítimas aspiraciones de libertad del pueblo de Cuba.»

- «Defender al hemisferio occidental contra la amenaza que puede llegar a representar el régimen castrista.»

- «Preparar a la próxima generación de líderes democráticos cubanos.»

- US-Cuba Democracy PAC ofrece su apoyo a candidatos que «tienen un papel clave en los comités del Congreso, que son responsables de los asuntos relacionados con Cuba, o que han demostrado su apoyo a favor de la lucha por los Derechos humanos en Cuba».

- US-Cuba Democracy PAC tiene como objetivo hacer llegar su opinión a los nuevos miembros del Congreso, en un esfuerzo por crear un apoyo bipartisano a favor del embargo a Cuba.

## Historia
La organización US-Cuba Democracy PAC fue creada en el mes de agosto del año 2003.

## Miembros importantes
Anolan Ponce, Mauricio Claver-Carone, Gus Machado, Raul Masvidal, y Remedios Díaz Oliver.